# Gysjön, Dalarna
Gysjön är en sjö i Leksands kommun i Dalarna och ingår i Dalälvens huvudavrinningsområde. Sjön har en area på 0,728 kvadratkilometer och ligger 268,1 meter över havet.

## Delavrinningsområde
Gysjön ingår i det delavrinningsområde (671682-144263) som SMHI kallar för Utloppet av Gysjön. Medelhöjden är 300 meter över havet och ytan är 5,52 kvadratkilometer. Det finns inga avrinningsområden uppströms utan avrinningsområdet är högsta punkten. Vattendraget som avvattnar avrinningsområdet har biflödesordning 4, vilket innebär att vattnet flödar genom totalt 4 vattendrag innan det når havet efter 276 kilometer. Avrinningsområdet består mestadels av skog (71 procent). Avrinningsområdet har 0,91 kvadratkilometer vattenytor vilket ger det en sjöprocent på 16,5 procent.